# Inno della Repubblica Socialista Sovietica Ucraina
L'inno di stato della Repubblica Socialista Sovietica Ucraina (in ucraino Державний гімн Української Радянської Соціалістичної Республіки?, Deržavnijj himn Ukrajins'koji Radjans'koji Socialistijčnoji Respublikij) fu l'inno della RSS Ucraina dal 1949 al 1991. Il testo fu scritto da Pavlo Tijčijna e modificato da Mijkola Bažan nel 1978 per rimuovere i riferimenti a Stalin, mentre la melodia fu composta da Anton Dmijtrovijč Lebedijneć.
A partire dal 2015, l'esecuzione di questo inno è contro la legge ucraina e i trasgressori possono essere soggetti a un massimo di 5 anni di carcere.

## Testo
| Ucraino (Alfabeto cirillico) | Ucraino (Alfabeto latino) | Adattamento in inglese (non ufficiale) |
| Живи, Україно, прекрасна і сильна, В Радянськім Союзі ти щастя знайшла. Між рівними рівна, між вільними вільна, Під сонцем свободи, як цвіт розцвіла. Prispiw: Слава Союзу Радянському, слава! Слава Вітчизні на віки-віків! Живи Україно, радянська державо, В єдиній родині народів-братів! Нам завжди у битвах за долю народу Був другом і братом російський народ, Нас Ленін повів переможним походом Під прапором Жовтня до світлих висот. Prispiw Ми славим трудом Батьківщину могутню, Утверджуєм правду безсмертних ідей. У світ комунізму – величне майбутнє Нас Ленінська партія мудро веде. Prispiw | Žijvij, Ukrajino, prekrasna i sijlna, V Radjans'kim Sojuzi tij Ščas'tja znajšla. Miž rivnijmij rivna, miž vilnijmij vilna, Pid soncem svobodij, jak cvit rozcvila. Prispiv: Slava Sojuzu Radjans'komu, slava! Slava Vitčijzni na vikij-vikiv! Žijvij, Ukrajino, radjans'ka deržavo, V jedijnij rodijni narodiv-brativ! Nam zavždij u bijtvach za dolu narodu Buv druhom i bratom rosijs'kijj narod. Nas Lenin poviv peremožnijm pochodom Pid praporom Žovt'nja do svitlijch vijsot. Prispiv My slavijm trudom bat'kivščijnu mohut'nju, Utverdžujem pravdu bezsmertnijch idej. U svit komunizmu – velijčne majbut'nje Nas Leninska partija mudro vjede. Prispiw | Live on, Ukraine! Thou beautiful and mighty, In the Soviet Union thou foundest joy! Equal among the equals, free among the free, Thou as a flower bloom’d under rays of the free. Ritornello: Glory to the Soviet Union! Motherland of fraternal nations! Live on, Ukraine, the Soviet state, In the union of our brothers! Always arm’d for our folk’s fate, The Russian nation – our brothers and friends. Lenin led us to triumph ’Neath October’s banner to bright heights. Ritornello With labour our great land we fame, Affirm the truth of immortal ideas. Our great future towards communism, Lenin’s party sagely leadeth us. Ritornello |